# Démographie du Loiret
La démographie du Loiret est caractérisée par une densité moyenne.
Avec ses 687 063 habitants en 2022, le département français du Loiret se situe en 37e position sur le plan national.
En six ans, de 2015 à 2021, sa population s'est accrue de près de 11 300 unités, c'est-à-dire de plus ou moins 1 900 personnes par an. Mais cette variation est différenciée selon les 325 communes que comporte le département.
La densité de population du Loiret, 101,4 habitants par kilomètre carré en 2022, est inférieure à celle de la France entière qui est de 107,1 hab./km2 pour la même année.

## Peuplement du territoire du Loiret

Carte des régions naturelles du Loiret.

### Neuf régions naturelles différentes
Le territoire du Loiret peut être décomposé en neuf régions naturelles de faible relief. Dans le nord du département, à l'ouest du Loing, la Beauce (Petite Beauce et Grande Beauce) et le Gâtinais beauceron sont formés de sols calcaires et de limons favorables à l'activité agricole. À l'est et au sud-est du Loing, les terrains du Gâtinais et de la Puisaye sont moins fertiles, du fait de la présence de grès et d'argile à silex. L'Orléanais au centre, la Sologne au sud et l'extrémité du Berry au sud-est offrent un territoire pauvre et peu perméable, composés d'argiles et de sable. Entre les deux, la zone alluvionnaire du Val de Loire, aux terres fertiles et irriguées est propice aux cultures spécialisées.
Dès la Préhistoire et jusqu'à la période contemporaine, cette structuration du territoire va conditionner l'implantation des hommes.

### Des hameaux néolithiques
Vers -5000, les populations se sédentarisent et l'habitat permanent se développe. Lorsque les premiers agriculteurs s'installent vers cette époque dans la région, ils n'occupent d'abord que les bords de rivière en terrasses, fertiles et aisés à cultiver. Puis les rebords de plateaux sont à leur tour investis, comme à Échilleuses, à la frontière de la Beauce et du Gâtinais, où six maisons longues d'environ 35 mètres étaient regroupées sur un terrain limoneux favorable aux cultures et à proximité immédiate de sources. Des outils en silex destinés au défrichement et aux travaux agricoles ont été retrouvés aux abords des habitats.
On peut estimer que la colonisation de l'ensemble de la région est totalement achevée par les populations néolithiques vers -4500. À cette époque, des enceintes palissadées sont édifiées aux bords même des rivières ; leur fonction (protection de jardins, de troupeaux, lieu de marché pour plusieurs villages ?) n'a pas encore été clairement déterminée.

### L'habitat isolé de la période gauloise
Pour l'âge du bronze, qui s'étend de -2300 à -800 et le premier âge du fer, ou période de Hallstatt, qui court de -800 à -500, les données concernant l'organisation de l'habitat dans le Loiret sont encore très fragmentaires. Le second âge du fer, appelé période de La Tène, de -500 à -125, est en revanche assez bien documenté.
Du Ve au IIIe siècle av. J.-C., comme dans le reste de la Gaule, l'habitat est avant tout composé de fermes isolées. Le début du IIe siècle av. J.-C. voit se développer des agglomérations non fortifiées, où dominent les activités artisanales. Vers la fin de ce même siècle, les premières villes fortifiées (oppida) apparaissent au nord des Alpes. Le site d'Orléans-Cenabum, habitat ouvert important du peuple gaulois des Carnutes, devient probablement oppidum au Ier siècle av. J.-C., mentionné comme tel par César.
Pendant toute la période gauloise, le type d'implantation qui prédomine reste l'habitat rural isolé, de qualité et de richesse variables, des simples fermes aux véritables résidences aristocratiques. Les sites de « La Pièce de Chameul » à Chevilly et des « Pierrières » à Batilly-en-Gâtinais, fouillés sur l'autoroute A19, illustrent cette diversité.

### Période romaine

Carte de l'occupation du sol à la période romaine

À l'époque romaine, des agglomérations secondaires, qui peuvent atteindre 70 hectares, se multiplient et s'intercalent entre les chefs-lieux de cité (Chartres pour les Carnutes, Sens pour les Sénons) et les fermes et villae. Certaines sont d'origine gauloise (Orléans, Pithiviers-le-Vieil ou Chilleurs-aux-Bois). Ce sont d'abord des lieux de commerce. Les plus importantes remplissent également des fonctions culturelles et religieuses et sont dotées d'édifices publics monumentaux, thermes, lieux de spectacle, grands sanctuaires, fréquentés par les habitants de l'agglomération, des campagnes environnantes, ainsi que par les voyageurs et les pèlerins. Les nécropoles s'implantent à la sortie des agglomérations, le long des routes.
À la fin du IIIe siècle, les structures administratives changent. Le territoire de l'ancienne cité des Carnutes se trouve divisé en deux : Chartres ne garde que le nord, tandis qu'Orléans devient chef-lieu des Aureliani, nouvelle cité correspondant à la partie sud. Parallèlement, aux IIIe et IVe siècles, plusieurs agglomérations du nord du Loiret disparaissent comme Crottes-en-Pithiverais, Sceaux-du-Gâtinais et Beaune-la-Rolande.

### Ruralité au Moyen Âge
Durant les mille ans que dure le Moyen Âge, près de 90 % de la population vit dans les campagnes ; les établissements ruraux offrent une grande variété de tailles et de formes, de la simple bâtisse isolée aux ensembles semi-groupés ou hameaux.
Au cours de la période mérovingienne s'étalant des VIe au VIIIe siècle, bien des anciens domaines agricoles gallo-romains sont soit exploités dans la continuité de l'occupation précédente, comme à Mareau-aux-Bois, soit réinvestis après une période d'abandon, comme à Saran (près d'Orléans). Les exploitations, qui atteignent fréquemment l'hectare, se composent de nombreuses constructions de petite taille dépassant rarement une dizaine de mètres carrés. Les bâtiments s'installent en général le long ou à proximité des chemins.
À partir du IXe siècle av. J.-C., la mise en place des paroisses s'accompagne de la constitution de bourgs autour de l'église ou d'une abbaye (Saint-Benoît-sur-Loire ou Micy), d'un prieuré ou d'une résidence seigneuriale (Montargis, Beaugency, Sully-sur-Loire). Des villages-rue se constituent alors le long des axes routiers principaux, comme à Ingré ou Saran, où le découpage en zones d'activités spécialisées s'affirme de plus en plus.

### XVIIeetXVIIIesiècles
Le XVIIe et le début du XVIIIe constituent une période critique pour la France sur le plan démographique. La faim, la peste et la guerre sont des fléaux qui contribuent à ralentir l'évolution démographique. À partir de 1740 va s'ouvrir une période d'essor exceptionnel. Dans le Loiret, les hivers glaciaux se succèdent. Une épidémie de peste fait des ravages dans l'Orléanais, le Giennois et Montargis, en 1626.

## Évolution démographique du département du Loiret
Le département du Loiret est créé par décret du 4 mars 1790. Le premier recensement sera réalisé en 1801 et ce dénombrement, reconduit tous les cinq ans à partir de 1821, permettra de connaître plus précisément l'évolution des territoires.
Avec 305 276 habitants en 1831, le département représente 0,94 % de la population française, qui est alors de 32 569 000 habitants. De 1831 à 1866, il va gagner 51 834 habitants, soit une augmentation de 0,49 % moyen par an, identique au taux d'accroissement national sur cette même période.
L'évolution démographique entre la Guerre franco-prussienne de 1870 et la Première Guerre mondiale est beaucoup plus faible qu'au niveau national. Sur cette période, la population ne s'accroît que de 11 040 habitants, bien qu'elle ait atteint un pic de 377 718 âmes en 1891, soit un accroissement de 3,1 % alors qu'il est de 10 % au niveau national. Il en est de même pour la période de l'entre-deux-guerres courant de 1921 à 1936 où l'accroissement n'est que de 2 % alors qu'il est de 6,9 % pour la France entière.
L'essor démographique du Loiret va en fait intervenir après la Seconde Guerre mondiale. 
En 2022, le département comptait 687 063 habitants, en évolution de +1,89 % par rapport à 2016 (France hors Mayotte : +2,11 %).
| 1791 | 1801    | 1806    | 1821    | 1826    | 1831    | 1836    | 1841    | 1846    |
| ---- | ------- | ------- | ------- | ------- | ------- | ------- | ------- | ------- |
| -    | 286 050 | 285 315 | 291 294 | 304 228 | 305 276 | 316 189 | 318 452 | 331 633 |

| 1851    | 1856    | 1861    | 1866    | 1872    | 1876    | 1881    | 1886    | 1891    |
| ------- | ------- | ------- | ------- | ------- | ------- | ------- | ------- | ------- |
| 341 029 | 345 115 | 352 757 | 357 110 | 353 021 | 360 903 | 368 526 | 374 875 | 377 718 |

| 1896    | 1901    | 1906    | 1911    | 1921    | 1926    | 1931    | 1936    | 1946    |
| ------- | ------- | ------- | ------- | ------- | ------- | ------- | ------- | ------- |
| 371 019 | 366 660 | 364 999 | 364 061 | 337 224 | 341 225 | 342 679 | 343 865 | 346 918 |

| 1954    | 1962    | 1968    | 1975    | 1982    | 1990    | 1999    | 2006    | 2011    |
| ------- | ------- | ------- | ------- | ------- | ------- | ------- | ------- | ------- |
| 360 523 | 389 854 | 430 629 | 490 189 | 535 669 | 580 612 | 618 126 | 645 325 | 659 587 |

| 2016    | 2021    | 2022    | - | - | - | - | - | - |
| ------- | ------- | ------- | - | - | - | - | - | - |
| 674 330 | 684 561 | 687 063 | - | - | - | - | - | - |

## Population par divisions administratives

### Arrondissements

Localisation des trois arrondissements du Loiret

Le département du Loiret comporte trois arrondissements. La population se concentre principalement sur l'arrondissement d'Orléans, qui recense 66 % de la population totale du département en 2022, avec une densité de 155,7 hab./km2, contre 25 % pour l'arrondissement de Montargis et 9 % pour celui de Pithiviers.
| Arrondissement  | Population(2022) | Variation(2022/2016)                       | Superficie(km2) | Densité(hab./km2) |
| --------------- | ---------------- | ------------------------------------------ | --------------- | ----------------- |
| Orléans         | 455 459          | en évolution de +3,38 % par rapport à 2016 | 2 925,4         | 155,7             |
| Montargis       | 168 964          | en évolution de −0,78 % par rapport à 2016 | 2 657,2         | 63,6              |
| Pithiviers      | 62 640           | en évolution de −1,33 % par rapport à 2016 | 1 192,7         | 52,5              |
| Source : Insee. |                  |                                            |                 |                   |

### Communes de plus de10 000 habitants

Localisation des 10 communes du Loiret de plus de 10000 habitants en 2010.

Sur les 325 communes que comprend le département du Loiret, 68 ont en 2021 une population municipale supérieure à 2 000 habitants, 25 ont plus de 5 000 habitants, onze ont plus de 10 000 habitants et une a plus de 25 000 habitants : Orléans.
Les évolutions respectives des communes de plus de 10 000 habitants sont présentées dans le tableau ci-après.
| Commune                  | Population(2022) | Variation(2022/2016)                       | Superficie(km2) | Densité(hab./km2) |
| ------------------------ | ---------------- | ------------------------------------------ | --------------- | ----------------- |
| Orléans                  | 116 344          | en évolution de +1,36 % par rapport à 2016 | 27,48           | 4 233,8           |
| Olivet                   | 22 988           | en évolution de +6,82 % par rapport à 2016 | 23,39           | 982,8             |
| Saint-Jean-de-Braye      | 22 088           | en évolution de +8,4 % par rapport à 2016  | 13,7            | 1 612,3           |
| Fleury-les-Aubrais       | 21 664           | en évolution de +3,29 % par rapport à 2016 | 10,12           | 2 140,7           |
| Saran                    | 16 866           | en évolution de +2,97 % par rapport à 2016 | 19,65           | 858,3             |
| Saint-Jean-de-la-Ruelle  | 16 608           | en évolution de +1,9 % par rapport à 2016  | 6,1             | 2 722,6           |
| Montargis                | 14 819           | en évolution de +4,2 % par rapport à 2016  | 4,46            | 3 322,6           |
| Gien                     | 13 431           | en évolution de −4,8 % par rapport à 2016  | 67,86           | 197,9             |
| Amilly                   | 13 432           | en évolution de +5,81 % par rapport à 2016 | 40,26           | 333,6             |
| Châlette-sur-Loing       | 12 958           | en évolution de +1,66 % par rapport à 2016 | 13,13           | 986,9             |
| La Chapelle-Saint-Mesmin | 10 492           | en évolution de +2,63 % par rapport à 2016 | 8,96            | 1 171             |
| Source : Insee.          |                  |                                            |                 |                   |

## Zones d'emploi

Localisation des quatre zones d'emploi du Loiret

La zone d'emploi illustre un espace géographique à l’intérieur duquel la plupart des actifs résident et travaillent. Il s'agit d'une aire d'étude qui caractérise mieux la répartition des populations que les arrondissements, division administrative qui résulte de l'histoire.
Le département du Loiret comprend quatre zones d'emploi. La zone d'emploi d'Orléans regroupe près de 60 % de la population pour 36 % du territoire, avec une densité de 164 habitants au km². Cet indicateur est à rapprocher à la densité au niveau national qui est de 100,5 en 2007.
| Zone d'emploi  | Population 2007 | Population 1999 | variation 2007/1999 | Superficie | Densité hab./km² |
| -------------- | --------------- | --------------- | ------------------- | ---------- | ---------------- |
| Orléans        | 398 591         | 382 281         | 4,3 %               | 2430       | 164              |
| Montargis      | 122 669         | 114 620         | 7 %                 | 1726       | 71               |
| Pithiviers     | 60 239          | 57 102          | 5,5 %               | 1198       | 50               |
| Gien           | 66 229          | 64 083          | 3,3 %               | 1421       | 47               |
| Source : Insee |                 |                 |                     |            |                  |

## Structures des variations de population

### Soldes naturels et migratoires depuis 1968
L'augmentation moyenne annuelle s'est relativement tassée depuis les années 1970. De 1,9 % sur la période 1968-1975, elle est passée à 0,3 % sur la période 2015-2021.
Le solde naturel annuel qui est la différence entre le nombre de naissances et le nombre de décès enregistrés au cours d'une même année, reste relativement stable, puisque la variation annuelle due au solde naturel passe seulement de 0,6 à 0,2 %. La baisse du taux de natalité, qui passe de 17,1 à 11,6 ‰, est en fait relativement compensée par la baisse du taux de mortalité, qui parallèlement passe de 10,9 à 9,1 ‰.
C'est essentiellement le flux migratoire qui s'est ralenti, le taux annuel lié passant de 1,3 à 0 %, traduisant une baisse importante des implantations nouvelles dans le département, comparativement à l'importante migration vers le département (60 000 habitants de plus entre 1968 et 1975) due à une décentralisation de grands comptes en dehors de la région parisienne.
| Indicateurs démographiques                       | 1968 à1975 | 1975 à1982 | 1982 à1990 | 1990 à1999 | 1999 à2010 | 2010 à2015 | 2015 à2021 |
| ------------------------------------------------ | ---------- | ---------- | ---------- | ---------- | ---------- | ---------- | ---------- |
| Variation annuelle moyenne de la population en % | 1,9        | 1,3        | 1,0        | 0,7        | 0,5        | 0,5        | 0,3        |
| - due au solde naturel en %                      | 0,6        | 0,5        | 0,5        | 0,4        | 0,5        | 0,4        | 0,2        |
| - due au solde apparent des entrées sorties en % | 1,3        | 0,8        | 0,5        | 0,3        | 0,1        | 0,1        | 0,0        |
| Taux de natalité en ‰                            | 17,1       | 14,6       | 14,1       | 12,8       | 13,1       | 13,0       | 11,6       |
| Taux de mortalité en ‰                           | 10,9       | 10,0       | 9,2        | 8,6        | 8,5        | 8,6        | 9,1        |
| Source : Insee.                                  |            |            |            |            |            |            |            |

### Mouvements naturels sur la période 2014-2022
En 2014, 8 355 naissances ont été dénombrées contre 5 840 décès. Le nombre annuel des naissances a diminué depuis cette date, passant à 7 588 en 2022, indépendamment à une augmentation, mais relativement faible, du nombre de décès, avec 6 776 en 2022. Le solde naturel est ainsi positif et diminue, passant de 2 515 à 812.
Pour des raisons techniques, il est temporairement impossible d'afficher le graphique qui aurait dû être présenté ici.

## Densité de population
La densité de population est en constante augmentation depuis 1968, en cohérence avec l'augmentation de la population.
En 2021, la densité était de 101,0 hab./km2.
| 1968 |  | 63.6 |  |

| 1975 |  | 72.4 |  |

| 1982 |  | 79.1 |  |

| 1990 |  | 85.7 |  |

| 1999 |  | 91.2 |  |

| 2010 |  | 96.8 |  |

| 2015 |  | 99.4 |  |

| 2021 |  | 101.0 |  |

## Répartition par sexes et tranches d'âges
La population du département est plus jeune qu'au niveau national.
En 2021, le taux de personnes d'un âge inférieur à 30 ans s'élève à 35,8 %, soit au-dessus de la moyenne nationale (35,1 %). À l'inverse, le taux de personnes d'âge supérieur à 60 ans est de 26,6 % la même année, alors qu'il est de 26,6 % au niveau national.
En 2021, le département comptait 333 823 hommes pour 350 738 femmes, soit un taux de 51,24 % de femmes, légèrement inférieur au taux national (51,61 %).
Les pyramides des âges du département et de la France s'établissent comme suit.
| Hommes | Classe d’âge | Femmes |
| ------ | ------------ | ------ |
| 0,8    | 90 ou +      | 1,9    |
| 7,2    | 75-89 ans    | 9,3    |
| 16,5   | 60-74 ans    | 17,4   |
| 19,7   | 45-59 ans    | 19,4   |
| 18,3   | 30-44 ans    | 18     |
| 18,1   | 15-29 ans    | 16,1   |
| 19,5   | 0-14 ans     | 17,8   |

| Hommes | Classe d’âge | Femmes |
| ------ | ------------ | ------ |
| 0,7    | 90 ou +      | 1,9    |
| 7,0    | 75-89 ans    | 9,5    |
| 16,6   | 60-74 ans    | 17,5   |
| 20,0   | 45-59 ans    | 19,5   |
| 18,8   | 30-44 ans    | 18,3   |
| 18,3   | 15-29 ans    | 16,7   |
| 18,6   | 0-14 ans     | 16,7   |

## Répartition par catégories socioprofessionnelles
La catégorie socioprofessionnelle des ouvriers est surreprésentée par rapport au niveau national. Avec 14,2 % en 2021, elle est 2,5 points au-dessus du taux national (11,7 %). La catégorie socioprofessionnelle des autres personnes sans activité professionnelle est quant à elle sous-représentée par rapport au niveau national. Avec 15 % en 2021, elle est 2 points en dessous du taux national (17 %).
| Catégorie socioprofessionnelle                    | 2015    | 2015 | 2021    | 2021 | Détails de l'année 2021 | Détails de l'année 2021 | Détails de l'année 2021            | Détails de l'année 2021            | Détails de l'année 2021            |
| Catégorie socioprofessionnelle                    | Nb      | %    | Nb      | %    | Hommes                  | Femmes                  | Part en % de la population âgée de | Part en % de la population âgée de | Part en % de la population âgée de |
| Catégorie socioprofessionnelle                    | Nb      | %    | Nb      | %    | Hommes                  | Femmes                  | 15 à 24 ans                        | 25 à 54 ans                        | 55 ans ou +                        |
| ------------------------------------------------- | ------- | ---- | ------- | ---- | ----------------------- | ----------------------- | ---------------------------------- | ---------------------------------- | ---------------------------------- |
| Agriculteurs exploitants                          | 3 385   | 0,6  | 3 068   | 0,5  | 2 430                   | 638                     | 0,1                                | 0,7                                | 0,5                                |
| Artisans, commerçants, chefs d'entreprise         | 16 348  | 3,0  | 17 942  | 3,2  | 12 795                  | 5 147                   | 0,6                                | 5,2                                | 1,9                                |
| Cadres et professions intellectuelles supérieures | 44 104  | 8,1  | 48 015  | 8,6  | 27 251                  | 20 763                  | 1,7                                | 14,7                               | 4,3                                |
| Professions intermédiaires                        | 80 971  | 14,9 | 82 870  | 14,8 | 39 307                  | 43 563                  | 9,2                                | 25,0                               | 5,5                                |
| Employés                                          | 87 181  | 16,0 | 85 845  | 15,4 | 21 509                  | 64 335                  | 14,5                               | 23,8                               | 6,2                                |
| Ouvriers                                          | 80 995  | 14,9 | 79 298  | 14,2 | 59 535                  | 19 763                  | 15,0                               | 21,7                               | 5,5                                |
| Retraités                                         | 153 008 | 28,2 | 157 839 | 28,2 | 72 410                  | 85 428                  | 0,0                                | 0,1                                | 69,8                               |
| Autres personnes sans activité professionnelle    | 77 506  | 14,3 | 84 111  | 15,0 | 34 948                  | 49 163                  | 59,1                               | 8,8                                | 6,3                                |
| Ensemble                                          | 543 499 | 100  | 558 986 | 100  | 270 185                 | 288 800                 | 100                                | 100                                | 100                                |
| Sources : Insee,.                                 |         |      |         |      |                         |                         |                                    |                                    |                                    |